# Hilun hi kôba

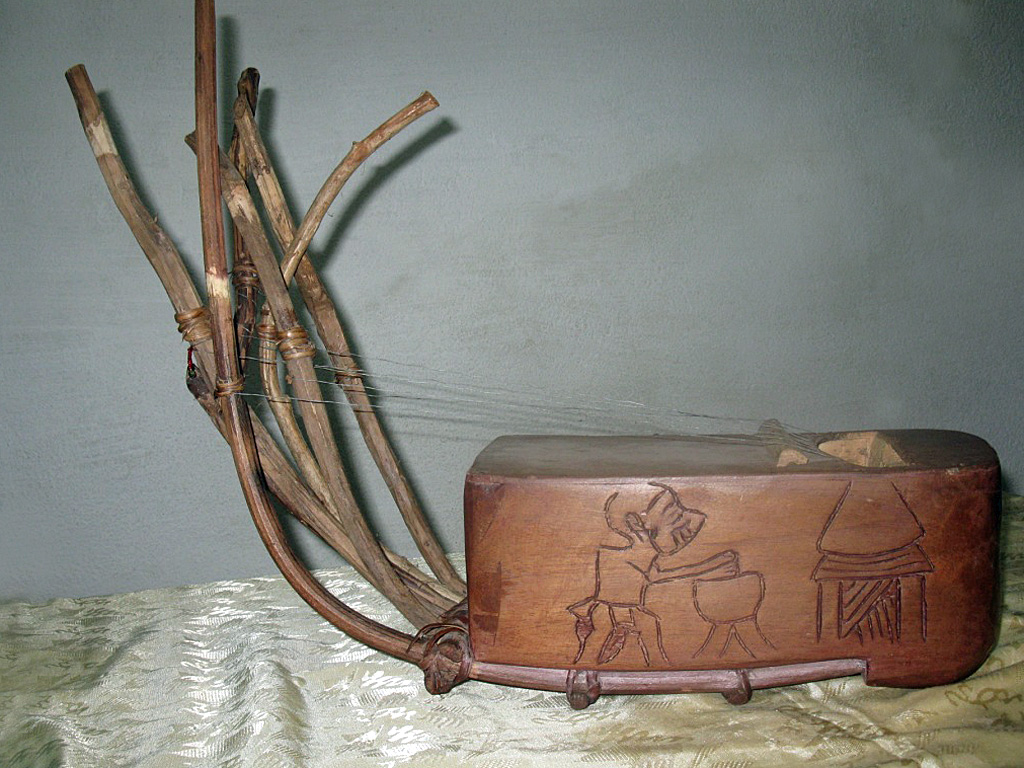
Guitare ancestrale du peuple Bassa

Hilun hi kôba encore appelé Hilun Bassa'a ou Hilun tout simplement, est un instrument ancestral mystico-spirituel utilisé depuis la période précoloniale par le peuple Bassa. Enregistrée à l’Organisation africaine de la propriété intellectuelle, cette  harpe fourchue dotée d'une puissance surnaturelle est uniquement jouée par les personnes ayant passé plusieurs rites d’initiation et épreuves mystico-religieuses d'une durée de sept à vingt-cinq ans.

## Facture
En langue Bassa, Hilun veut dire la corde de la forêt. Instrument cordophone, la harpe est construite à partir d’un bois éventré, d’une pièce en contreplaqué, de six lianes de rotin, de fils de fer barbelés et des cordes en jute. Dans la mythologie locale, cette harpe proviendrait du génie ou des esprits des eaux. Les femmes seraient allées à la pêche et aurait pêché un esprit qui jouait le hilun. De retour au village, l'esprit aurait disparu en laissant son instrument. Ces notes musicales aurait été pérennisées par l’esprit et les femmes.

## Jeu
Malgré son caractère mystique, le rythme du Hilun bassa’a est vulgarisé par des artistes.
Au Cameroun, Emiza Pod et Mongo Mbea formés par Joseph Mandeng sont les artistes contemporains qui utilisent cet instrument.
Grâce à ses recherches et son court documentaire sur cet instrument ancestral, Isabelle Adiang alias Emiza Pod a reçu le prix de l’Excellence du Ministère camerounais de la Recherche scientifique de même que la reconnaissance du ministère camerounais de la culture. Emiza Pod a également produit le titre intitulé Kal Bo’o (Dites-leur en langue Bassa) qui valorise le Hilun.